# 잉골프 뤼크

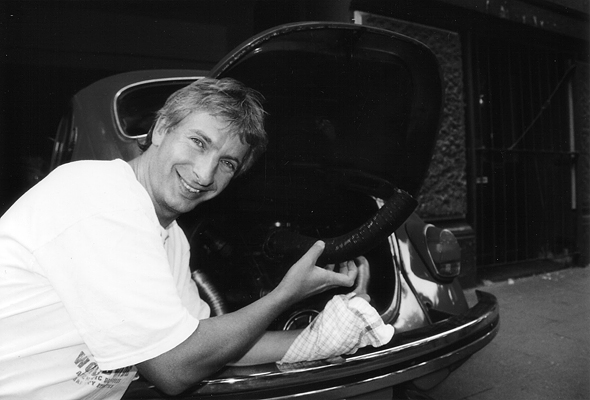
잉골프 뤼크

잉골프 귄터 뤼크(영어: Ingolf Guenter Lück, 1958년 4월 26일 ~ )는 독일의 배우, 성우, 진행자, 코미디언, 감독이다.